# Павличенко Юрій Микитович
Юрій Микитович Павличенко (нар. 27 червня 1940) — радянський футболіст, виступав на позиції воротаря.

## Життєпис
Юрій Павличенко розпочав кар'єру в 1958 році в складі дніпропетровського «Металурга», який на той час виступав у Класі «Б», 2 зона. У дебютному сезоні зіграв 8 матчів чемпіонату. Надалі почав виходити на поле частіше. У складі дніпропетровського колективу виступав до 1966 року, за цей час у чемпіонатах СРСР зіграв 141 матч, ще 1 поєдинок провів як польовий гравець. У кубку СРСР за «Металург»/«Дніпро» відіграв 8 матчів, в яких пропустив 12 м'ячів. У 1967 році виступав у дніпропетровській «Сталі». Наступного року захищав кольори дніпропетровського «Локомотива» та криворізького «Кривбаса». У 1973 році на аматорському рівні виступав за дніпропетровський ЗКЛ.